# Christiane Geldmacher
Christiane Geldmacher (* 17. Dezember 1959 in Wiesbaden) ist eine deutsche Autorin, Freie Journalistin und Freie Lektorin.

## Leben
Geldmacher studierte an der Johann Wolfgang Goethe-Universität Frankfurt am Main Germanistik, Amerikanistik, Theater-, Film- und Fernsehwissenschaften und Philosophie. Sie arbeitete als Redaktionsassistentin im Vieweg Verlag und wechselte später als Redakteurin zu dem Verlag für Wirtschaft, Architektur & Touristik in Wiesbaden. In einem Auslandsjahr arbeitete sie als Deutschdozentin am Anglistischen Institut der Schlesischen Universität in Sosnowiec. Für verschiedene Bildungsträger unterrichtete sie Deutsche Sprache, Literatur und Kreatives Schreiben. Als freie Lektorin ist sie Mitglied im Verband der Freien Lektoren und Lektorinnen VFLL.

## Familie
Geldmachers Vater ist der Jazzmusiker und Klarinettist Dietrich Geldern; ihr Onkel ist der Lichtkünstler Klaus Geldmacher. Sie ist Nachkommin des Aufklärers und Pädagogen Christian Gotthilf Salzmann.

## Auszeichnungen und Preise
- 2004: 8. Buchmesse im Ried, Stockstadt, mit der Kurzgeschichte "All die Lügen"
- 2004: Krimiherbst Wiesbaden, Kurzkrimiwettbewerb "Mörderische Nächte" mit dem Kurzkrimi "E-Mail für dich"
- 2006: Krimi-Literaturwettbewerb für Medienjournalisten der Zeitschrift TV Hören und Sehen mit dem Kurzkrimi "Spaghetti auf Toast"
- 2007: 8. Buchmesse im Ried, mit der Kurzgeschichte "Kinder, fragte Axel"
- 2008: "Mordstalent", Hamburg, mit dem Beitrag "Pennsylvania Dutch"
- 2015: Friedrich-Glauser-Preis, mit dem Beitrag "Fanpost"

## Werke (Auswahl)

### Bücher
- Hrsg.: Hell’s Bells. Kriminalgeschichten, Poetenladen-Verlag, Leipzig 2008
- Love@Miriam,  Bookspot Verlag, München 2012
- Hrsg. (mit Susanne Kronenberg): Wiesbaden im Sommer, Kommunal- und Schulverlag, Wiesbaden 2015
- Willkommen@daheim, Bookspot Verlag, München 2016

### Buchbeiträge
- Kurzgeschichte "Nachspielzeit" in "WM blutrot", Andreas Izquierdo (Hrsg.), Kölnisch-Preußische Verlagsanstalt, Köln 2010
- Kurzgeschichte "Killing Brigitte Bardot" in "Morde zwischen den Meeren", Jobst Schlennstedt (Hrsg.), Pendragon Verlag Bielefeld 2010
- Kurzgeschichte "Denkt an das Pflaster vor der Staatskanzlei", in "Krimikommunale", Kommunal- und Schulbuchverlag, Alexander Pfeiffer (Hrsg.), Wiesbaden 2011
- Kurzgeschichte "Civitatis Taunensiem", in "Tod im Taunus", Richard Lifka (Hrsg.), KBV Verlag Hillesheim 2011
- Kurzgeschichte "Aufstand mit einem Toten", in "Muscheln, Möwen, Morde", Regine Kölpin (Hrsg.), KBV Verlag Hillesheim 2012
- Essay "Das Schwein in der Jauche. Über Franz Kafkas Prozess", in: Ralf Gebauer (Hrsg.), "Prüfungsvorbereitung Abitur NRW 2015", Bange-Verlag 2013
- Kurzgeschichte “Danke auch”, in: "Tödliche Türchen", Angelika Schulz-Parthu, Fenna Williams (Hrsg.), Leinpfad Verlag, Ingelheim 2014
- Kurzgeschichte “Fanpost”, in: "#online_ins-jenseits", Grafit Verlag, Dortmund 2014
- "Miniaturen I-V", in: Christiane Geldmacher, Susanne Kronenberg (Hrsg.): "Wiesbaden im Sommer", Kommunal- und Schulverlag, Wiesbaden 2015
- Kurzgeschichte “Der Ruf Gottes”, in: "Soko Marburg Biedenkopf", Christina Bacher (Hrsg.), KBV Verlag Hillesheim 2016
- Kurzgeschichte “Für alle Fälle”, in: "Tatort Schwaben", Angela Esser (Hrsg.), ars vivendi verlag Cadolzburg 2016
- Kurzgeschichte “Der Debattenbeitrag”, in: "Hortus Delicti", Leila Emami, Fenna Williams (Hrsg.), Wellhöfer Verlag, Mannheim 2016
- Kurzgeschichte "Fan Mail", übersetzt von Mary Tannert, in: Ellery Queen Mystery Magazine, New York, 2016
- Kurzgeschichte "Missing Link", in: "Banken, Bembel und Banditen", Eric Barnert, Michael Kibler (Hrsg.), Gmeiner Verlag Messkirch 2020
- Kurzgeschichte "Totgesagt" über das Verschwinden des deutschen Naturforschers Ludwig Leichhardt 1848 in Australien, in: "In 18 Morden um die Welt", Petra K. Gungl, Fenna Williams (Hrsg.), Leinpfad Verlag Ingelheim 2021

## Juryarbeit
- Vorjury Literatur-Förderpreis der Stadt Mainz für junge Autorinnen und Autoren in Zusammenarbeit mit dem LiteraturBüro Mainz 2013–14
- Jury Friedrich-Glauser-Preis in der Sparte Kurzkrimi 2016–17
- Jury Friedrich-Glauser-Preis in der Sparte Debüt 2017–18